# Microdocodon
Microdocodon gracilis
Genre
Espèce
Microdocodon est un genre fossile de Mammaliaformes du clade des docodontes et de la famille des tégotheriidés. Un fossile de cet animal de la taille d'une musaraigne a été acheté à un chasseur de fossiles. Il provient très vraisemblablement des bancs de Daohugou de la formation géologique de Tiaojishan datée du Jurassique moyen à supérieur,, et située dans le nord-est de la Chine, dans la région autonome chinoise de Mongolie-Intérieure. Il fait partie du biote de Yanliao.
Microdocodon est remarquable pour son appareil hyoïde très complexe qui déterminerait un passage rétréci et musclé pour le larynx et l'œsophage, caractéristique des animaux allaitants, une trait connu à ce jour que chez les mammifères.
Une seule espèce est rattachée au genre : Microdocodon gracilis, décrite en 2019 par Zhou Chang-Fu, Bhart-Anjan Bhullar, April Neander, Thomas Martin et Luo, Zhe-Xi.

## Découverte
L'holotype et seul spécimen fossile de Microdocodon gracilis, référencé (PMOL) AM00025, est constitué d'un squelette avec son crâne et sa mandibule. Ce squelette a été dissous lors de la diagenèse et sa morphologie n'est préservée que sous forme de moules et de contours sur le sédiment. Les os, en particulier les plus fins comme l'os hyoïde, ont été étudiés en tomodensitométrie (CT-scan).

## Description et paléobiologie
Microdocodon mesurait environ 15 centimètres de long, dont environ 2 cm pour le crâne et 8 cm la queue. Son squelette est gracile comme l'indique le nom de l’espèce : gracilis. Sa masse est ainsi estimée entre seulement 4 et 9 grammes.
C'est un petit animal arboricole, avec une denture d'insectivores très similaire, mais en plus petit, à celles de ses proches parents, les genres Tegotherium, Hutegotherium et Sibirotherium,.

### Os hyoïdes
Les Os hyoïdes de Microdocodon (basihyal, cératohyal, épihyal et thyrohyal) ont pu être étudiés en tomodensitométrie. Ils montrent des articulations mobiles et sont disposés en forme de selle comme dans la liaison mobile de l'appareil hyoïde des mammifères modernes. Ils diffèrent des os hyoïdes simples en forme de tige des cynodontes non-mammifères, qui étaient probablement associés à une gorge large et non musclée, comme on le voit chez les reptiles actuels.
Cette structure complexe, en forme de selle, de l'appareil hyoïde de Microdocodon fournit un cadre musclé et rétréci pour le larynx et l'œsophage qui permettrait le transport et la déglutition de la nourriture et du liquide comme observé chez les mammifères modernes. Ceci suggère que Microdocodon aurait pu être allaité, alors que la succion du lait (allaitement) est considérée comme un trait unique caractéristique des mammifères. 

## Paléoenvironnement
Les Mammaliaformes primitifs étaient autrefois considérés comme ne disposant que de peu possibilités écologiques pour se diversifier durant une ère Mésozoïque dominée par les dinosaures. Cependant les découvertes au début du XXIe siècle, particulièrement en Chine dans le biote de Yanliao, ont prouvé leur grande diversification écologique.
Microdocodon vivait, entre autres, en compagnie d'un autre arboricole Agilodocodon, d'haramiyidiens « volants » comme Arboroharamiya, Vilevolodon et Maiopatagium, du fouisseur Docofossor, du piscivore aquatique Castorocauda... ce qui fournit des preuves évidentes que ces formes ancestrales de « proto-mammifères » s'étaient adaptées à des environnements très variés malgré la concurrence des dinosaures,,.

## Classification
Microdocodon est un docodonte de la famille des tégotheriidés, une famille qui abrite également, entre autres, les genres Tegotherium, Hutegotherium et Sibirotherium. Les tégotheriidés sont des Mammaliaformes basaux en amont (à l'extérieur) du groupe-couronne des mammifères,,.